# ナム・ファン
ナム・ファン（Nam Phan、1983年3月13日 - ）は、アメリカ合衆国の男性総合格闘家。カリフォルニア州ウェストミンスター出身。ナム・ファンMMAアカデミー所属。ブラジリアン柔術黒帯。空手黒帯。元フェザー級キング・オブ・パンクラシスト。

## 来歴
ベトナム系移民の街ウェストミンスターで生まれたベトナム系アメリカ人。8歳からベトナム空手のクィンダォを学び、高校時代はレスリング部に所属。17歳で柔術を始めた。
2001年10月6日、総合格闘家デビュー。2005年からKOTCに参戦し6連勝を収めた。
2006年12月8日、Strikeforce全米ライト級王座決定戦でジョシュ・トムソンと対戦、0-3の判定負けを喫し王座獲得に失敗した。
2007年6月2日、Dynamite!! USAでJ.Z.カルバンと対戦、TKO負けを喫した。
2009年3月20日、戦極に初参戦。戦極 〜第七陣〜のフェザー級（-65kg）グランプリ1回戦で門脇英基にパウンドでTKO勝ち。5月2日、戦極 〜第八陣〜のグランプリ2回戦で小見川道大にパウンドでTKO負けを喫した。
2010年2月4日、TPFフェザー級王座決定戦でアイザック・デジーザスと対戦、左スーパーマンパンチでダウンしたところにパウンドで追撃されTKO負けを喫し王座獲得に失敗した。

### TUF
2010年、リアリティ番組「The Ultimate Fighter」シーズン12に参加。チーム・コスチェックに所属。ライト級トーナメント準決勝で敗退するも、階級をフェザー級に下げUFCと契約した。

### UFC
2010年12月4日、UFC初参戦となったThe Ultimate Fighter: Team GSP vs. Team Koscheck Finaleでレオナルド・ガルシアと対戦。全3ラウンドを通して圧倒したにもかかわらず、1-2の判定負け。この不可解な判定に観客からは大ブーイングが起こり、勝者になったガルシアが謝罪してしまった。ファイト・オブ・ザ・ナイトを受賞した。
2011年3月26日、UFC Fight Night: Nogueira vs. Davisでレオナルド・ガルシアとの再戦が予定されていたが、怪我のため欠場した。
2011年8月6日、UFC 133でマイク・トーマス・ブラウンと対戦するも、0-3の判定負け。
2011年10月8日、UFC 136で負傷欠場したジョシュ・グリスピの代役としてマット・グライスと対戦予定だったが、グライスも負傷欠場したためレオナルド・ガルシアが代役出場し、再戦が遂に実現。3-0の判定勝ちでリベンジを果たした。試合後のインタビューではガルシアと肩を組んで受けるという形で行われた。ファイト・オブ・ザ・ナイトを受賞した。
2011年12月30日、UFC 141でジミー・ヘッテスと対戦。終始グラウンドで圧倒され続け、25-30、25-30、26-30という大差の判定負け。
2012年8月4日、UFC on FOX 4でコール・ミラーと対戦、2-1の判定勝ち。
2013年12月6日、バンタム級転向初戦となったUFC Fight Night: Hunt vs. Bigfootでバンタム級ランキング10位の水垣偉弥と対戦、判定負け。
2014年、3連敗でUFCからリリースされた。

### パンクラス
2015年2月1日、フェザー級キング・オブ・パンクラス タイトルマッチでタクミで対戦、2-1の判定勝ちを収め王座獲得に成功した。
2015年10月4日、フェザー級キング・オブ・パンクラス タイトルマッチでアンディ・メインと対戦、三角絞めで一本負けを喫し王座陥落した。

## 人物・エピソード
- 親日家であり年に2回は来日してパラエストラ八王子などで練習している[8]。日本語も話すことが出来る[9][10]。

## 戦績

### 総合格闘技
| 総合格闘技 戦績 | 総合格闘技 戦績 | 総合格闘技 戦績 | 総合格闘技 戦績 | 総合格闘技 戦績 | 総合格闘技 戦績 | 総合格闘技 戦績 |
| --------------- | --------------- | --------------- | --------------- | --------------- | --------------- | --------------- |
| 38 試合         | (T)KO           | 一本            | 判定            | その他          | 引き分け        | 無効試合        |
| 21 勝           | 8               | 6               | 7               | 0               | 0               | 0               |
| 17 敗           | 4               | 3               | 10              | 0               | 0               | 0               |

| 勝敗 | 対戦相手                   | 試合結果                                     | 大会名                                                             | 開催年月日     |
| ×    | ロバート・ホワイトフォード | 1R 0:21 ギロチンチョーク                     | ACB 54: Supersonic                                                 | 2017年3月11日  |
| ×    | 今成正和                   | 1R 0:35 ヒールホールド                       | DEEP CAGE IMPACT 2016                                              | 2016年4月23日  |
| ×    | アンディ・メイン           | 4R 1:18 三角絞め                             | PANCRASE 270 【フェザー級キング・オブ・パンクラス タイトルマッチ】 | 2015年10月4日  |
| ○    | タクミ                     | 5分3R終了 判定2-1                            | PANCRASE 264 【フェザー級キング・オブ・パンクラス タイトルマッチ】 | 2015年2月1日   |
| ×    | マイク・リッチマン         | 1R 0:46 TKO（パウンド）                      | Bellator 131: Tito vs. Bonnar                                      | 2014年11月15日 |
| ○    | 馬場勇気                   | 1R 4:05 チョークスリーパー                   | PANCRASE 261                                                       | 2014年10月5日  |
| ○    | 伊藤健一                   | 1R 4:27 TKO（右ストレート→パウンド）         | GRANDSLAM -Way of the Cage-                                        | 2014年7月13日  |
| ×    | ヴァウアン・リー           | 5分3R終了 判定0-3                            | UFC Fight Night: Kim vs. Hathaway                                  | 2014年3月1日   |
| ×    | 水垣偉弥                   | 5分3R終了 判定0-3                            | UFC Fight Night: Hunt vs. Bigfoot                                  | 2013年12月7日  |
| ×    | デニス・シヴァー           | 5分3R終了 判定0-3                            | UFC on FOX 5: Henderson vs. Diaz                                   | 2012年12月8日  |
| ○    | コール・ミラー             | 5分3R終了 判定2-1                            | UFC on FOX 4: Shogun vs. Vera                                      | 2012年8月4日   |
| ×    | ジミー・ヘッテス           | 5分3R終了 判定0-3                            | UFC 141: Lesnar vs. Overeem                                        | 2011年12月30日 |
| ○    | レオナルド・ガルシア       | 5分3R終了 判定3-0                            | UFC 136: Edgar vs. Maynard 3                                       | 2011年10月8日  |
| ×    | マイク・トーマス・ブラウン | 5分3R終了 判定0-3                            | UFC 133: Evans vs Ortiz                                            | 2011年8月6日   |
| ×    | レオナルド・ガルシア       | 5分3R終了 判定1-2                            | The Ultimate Fighter: Team GSP vs. Team Koscheck Finale            | 2010年12月4日  |
| ○    | ロドニー・ローデン         | 1R 3:20 腕ひしぎ十字固め                     | Civic Disobedience 2                                               | 2010年4月3日   |
| ×    | アイザック・デジーザス     | 1R 2:55 TKO（左スーパーマンパンチ→パウンド） | TPF 3: Champions Collide 【TPFフェザー級王座決定戦】               | 2010年2月4日   |
| ×    | 小見川道大                 | 1R 4:52 TKO（パウンド）                      | 戦極 〜第八陣〜 【フェザー級グランプリ2009 2回戦】                 | 2009年5月2日   |
| ○    | 門脇英基                   | 1R 3:09 TKO（右フック→パウンド）             | 戦極 〜第七陣〜 【フェザー級グランプリ2009 1回戦】                 | 2009年3月20日  |
| ×    | ビリー・エヴァンゲリスタ   | 5分3R終了 判定1-2                            | Strikeforce: Melendez vs. Thomson                                  | 2008年6月27日  |
| ○    | サッド・アワッド           | 2R 0:52 TKO（パンチ連打）                    | Gladiator Challenge 74: Evolution                                  | 2008年2月16日  |
| ○    | シャド・スミス             | 1R 1:11 TKO（左フック→パウンド）             | EFWC: The Untamed 【EFWCライト級王座決定戦】                       | 2007年10月6日  |
| ×    | J.Z.カルバン               | 1R 0:26 TKO（パウンド）                      | Dynamite!! USA                                                     | 2007年6月2日   |
| ×    | ジョシュ・トムソン         | 5分3R終了 判定0-3                            | Strikeforce: Triple Threat 【Strikeforce全米ライト級王座決定戦】   | 2006年12月8日  |
| ○    | エーリック・ネルソン       | 2R 4:11 TKO（パンチ連打）                    | Full Contact Promotions: Malice at Cow Palace                      | 2006年9月9日   |
| ○    | ライアン・ディアス         | 5分2R終了 判定2-1                            | KOTC: Rapid Fire                                                   | 2006年8月4日   |
| ○    | アルベルト・ヒル           | 1R 0:12 腕ひしぎ十字固め                     | KOTC 63: Final Conflict                                            | 2005年12月2日  |
| ○    | ジョー・フレイン           | 1R 3:28 腕ひしぎ十字固め                     | KOTC 58: Prime Time                                                | 2005年8月5日   |
| ○    | ソースト・インファンテ     | 1R 0:51 TKO（カット）                        | KOTC 54: Mucho Machismo                                            | 2005年6月12日  |
| ○    | ジョーイ・アルヴァラド     | 1R 1:08 KO（パンチ連打）                     | KOTC 49: Soboba                                                    | 2005年3月20日  |
| ○    | マイク・バルデス           | 1R 0:41 三角絞め                             | KOTC 47: Uprising                                                  | 2005年2月5日   |
| ×    | ニック・アートル           | 5分3R終了 判定1-2                            | WEC 11: Evolution                                                  | 2004年8月20日  |
| ○    | イーベン・カネシロ         | 5分3R終了 判定3-0                            | Pit Fighting Championship                                          | 2004年2月7日   |
| ×    | ロブ・マックロー           | 5分2R終了 判定0-3                            | Pit Fighting Championship: Knucklefest                             | 2003年4月5日   |
| ○    | パトリック・ホアン         | 5分1R終了 判定3-0                            | Pit Fighting Championship: Knucklefest                             | 2003年4月5日   |
| ○    | ブラッド・レヴィー         | 5分1R終了 判定2-1                            | Pit Fighting Championship: Knucklefest                             | 2003年4月5日   |
| ○    | ブラッド・マッコール       | 2R 0:42 ギロチンチョーク                     | XCF: California Pancration Championships                           | 2002年6月11日  |
| ○    | ジェイソン・マックスウェル | 2R TKO（パンチ連打）                         | CFF: Cobra Classic 2001                                            | 2001年10月6日  |

### グラップリング
| 勝敗 | 対戦相手     | 試合結果       | 大会名               | 開催年月日    |
| ×    | カイオ・テハ | バラトプラッタ | World Jiu-Jitsu Expo | 2013年11月9日 |

### プロボクシング
- 4戦3勝1敗（2KO）

## 獲得タイトル
- 初代EFWCライト級王座（2007年）
- 第4代フェザー級キング・オブ・パンクラス王座（2015年）

## 表彰
- UFC ファイト・オブ・ザ・ナイト（2回）
- SHERDOG ロバー・オブ・ザ・イヤー（2010年）